# Natação no Campeonato Europeu de Esportes Aquáticos de 2021 - 400 m medley masculino
A prova dos 400 metros medley masculino da natação no Campeonato Europeu de Esportes Aquáticos de 2021 ocorreu no dia 23 de maio na Arena Danúbio, em Budapeste na Hungria. 

## Calendário
| Fase          | Data       | Hora  |
| ------------- | ---------- | ----- |
| Eliminatórias | 23 de maio | 10:00 |
| Final         | 23 de maio | 18:42 |

Todos os horários estão no horário local (UTC+1)

## Recordes
Antes desta competição, os recordes eram os seguintes:
|                       | Nadador        | Tempo   | Local     | Data                 |
| --------------------- | -------------- | ------- | --------- | -------------------- |
| Recorde mundial       | Michael Phelps | 4:03.84 | Pequim    | 10 de agosto de 2008 |
| Recorde europeu       | László Cseh    | 4:06.16 | Pequim    | 10 de agosto de 2008 |
| Recorde do campeonato | László Cseh    | 4:09.59 | Eindhoven | 24 de março de 2008  |

## Medalhistas
| Ouro               | Prata                  | Bronze               |
| Ilya Borodin (RUS) | Alberto Razzetti (ITA) | Max Litchfield (GBR) |

## Resultados

### Eliminatórias
Esses foram os resultados das eliminatórias. 
| Pos. | Bateria | Raia | Nadador                | Nacionalidade | Tempo   | Notas |
| ---- | ------- | ---- | ---------------------- | ------------- | ------- | ----- |
| 1    | 4       | 5    | Dávid Verrasztó        | Hungria       | 4:13.39 | Q     |
| 2    | 4       | 3    | Péter Bernek           | Hungria       | 4:13.83 | Q     |
| 3    | 4       | 4    | Max Litchfield         | Reino Unido   | 4:13.87 | Q     |
| 4    | 4       | 6    | Joan Lluis Pons        | Espanha       | 4:14.16 | Q     |
| 5    | 1       | 3    | Alberto Razzetti       | Itália        | 4:14.57 | Q     |
| 6    | 3       | 4    | Ilya Borodin           | Rússia        | 4:14.64 | Q     |
| 7    | 3       | 7    | Pier Andrea Matteazzi  | Itália        | 4:14.70 | Q     |
| 8    | 3       | 2    | Maxim Stupin           | Rússia        | 4:15.58 | Q     |
| 9    | 4       | 9    | José Paulo Lopes       | Portugal      | 4:17.22 |       |
| 10   | 3       | 6    | Arjan Knipping         | Países Baixos | 4:17.47 |       |
| 11   | 4       | 2    | Maksym Shemberev       | Azerbaijão    | 4:18.18 |       |
| 12   | 2       | 4    | Dominik Márk Török     | Hungria       | 4:19.67 |       |
| 13   | 3       | 1    | Dawid Szwedzki         | Polónia       | 4:19.70 |       |
| 14   | 3       | 0    | Adam Paulsson          | Suécia        | 4:20.22 |       |
| 15   | 4       | 1    | Richard Nagy           | Eslováquia    | 4:20.87 |       |
| 16   | 3       | 8    | Émilien Mattenet       | França        | 4:22.07 |       |
| 17   | 2       | 5    | Marius Toscan          | Suíça         | 4:22.09 |       |
| 18   | 3       | 5    | Apostolos Papastamos   | Grécia        | 4:23.15 |       |
| 19   | 3       | 3    | Brodie Williams        | Reino Unido   | 4:23.81 |       |
| 20   | 4       | 0    | Dániel Sós             | Hungria       | 4:24.29 |       |
| 21   | 2       | 6    | Daniil Giourtzidis     | Grécia        | 4:25.33 |       |
| 22   | 2       | 2    | Arthur Dalén Ellegaard | Dinamarca     | 4:26.25 |       |
| 23   | 2       | 1    | Maksym Holubnychyi     | Ucrânia       | 4:27.51 |       |
| 24   | 2       | 3    | Christoph Meier        | Liechtenstein | 4:27.54 |       |
| 25   | 3       | 9    | Danny Schmidt          | Alemanha      | 4:27.99 |       |
| 26   | 1       | 4    | Tomáš Ludvík           | Chéquia       | 4:32.14 |       |
| 27   | 1       | 5    | Thomas Wareing         | Malta         | 4:40.16 |       |
| 28   | 2       | 8    | Jan Čejka              | Chéquia       | DNS     | DNS   |
| 28   | 4       | 8    | Anton Ipsen            | Dinamarca     | DNS     | DNS   |
| 28   | 4       | 7    | Léon Marchand          | França        | DNS     | DNS   |
| 28   | 2       | 7    | Tomoe Zenimoto Hvas    | Noruega       | DNS     | DNS   |

### Final
Esse foi o resultado da final. 
| Pos.              | Raia | Nadador               | Nacionalidade | Tempo   | Notas |
| ----------------- | ---- | --------------------- | ------------- | ------- | ----- |
| Medalha de ouro   | 7    | Ilya Borodin          | Rússia        | 4:10.02 | WJR,  |
| Medalha de prata  | 2    | Alberto Razzetti      | Itália        | 4:11.17 |       |
| Medalha de bronze | 3    | Max Litchfield        | Reino Unido   | 4:11.56 |       |
| 4                 | 4    | Dávid Verrasztó       | Hungria       | 4:12.15 |       |
| 5                 | 1    | Pier Andrea Matteazzi | Itália        | 4:12.79 |       |
| 6                 | 5    | Péter Bernek          | Hungria       | 4:14.33 |       |
| 7                 | 6    | Joan Lluis Pons       | Espanha       | 4:16.75 |       |
| 8                 | 8    | Maxim Stupin          | Rússia        | 4:17.06 |       |

Legenda
| Recorde mundial       | Recorde mundial (World record)               |                       | Recorde africano                      | Recorde africano (African) |                                           | Q | Classificado por posição (Qualified) |
| Recorde do campeonato | Recorde do campeonato (Championship record)  | Recorde da América    | Recorde da América (Americas)         | q                          | Classificado por melhor tempo (Qualified) |   |                                      |
| Melhor marca do ano   | Melhor marca do ano (World leading)          | Recorde asiático      | Recorde asiático (Asian)              | DNS                        | Não largou (Did not start)                |   |                                      |
| Recorde nacional      | Recorde nacional (National record)           | Recorde europeu       | Recorde europeu (European)            | DNF                        | Não terminou (Did not finish)             |   |                                      |
| Recorde pessoal       | Recorde pessoal do atleta (Personal best)    | Recorde da Oceania    | Recorde da Oceania (Oceania)          | DSQ / DQ                   | Desclassificado (Disqualified)            |   |                                      |
| Recorde da temporada  | Recorde da temporada do atleta (Season best) | Recorde sul-americano | Recorde sul-americano (South America) | NM                         | Sem marca (No mark)                       |   |                                      |